# 알 함라 타워
알 함라 타워는 쿠웨이트의 쿠웨이트시티에 있는 마천루이다. 이 건물은 쿠웨이트에서 가장 높다. 건설비용은 약 5,939억원이 들었다.

## 같이 보기
- 쿠웨이트의 마천루 목록